# Ihor Czumakow
Ihor Czumakow (ur. 13 lutego 1990 w Charkowie) – ukraiński koszykarz, występujący na pozycjach skrzydłowego oraz środkowego, aktualnie wolny agent.
17 sierpnia 2015 roku podpisał umowę z zespołem Startu Lublin. 27 stycznia 2016 roku rozwiązał umowę za porozumieniem stron.

## Osiągnięcia
Klubowe
- 2-krotny wicemistrz Ukrainy (2009, 2011)
- Brązowy medalista mistrzostw Ukrainy (2012)
- Uczestnik rozgrywek EuroChallenge (2009/10)[3]

Reprezentacja
- Uczestnik mistrzostw Europy U–18 (2008 – 12. miejsce)[4]